# Citroën Kégresse

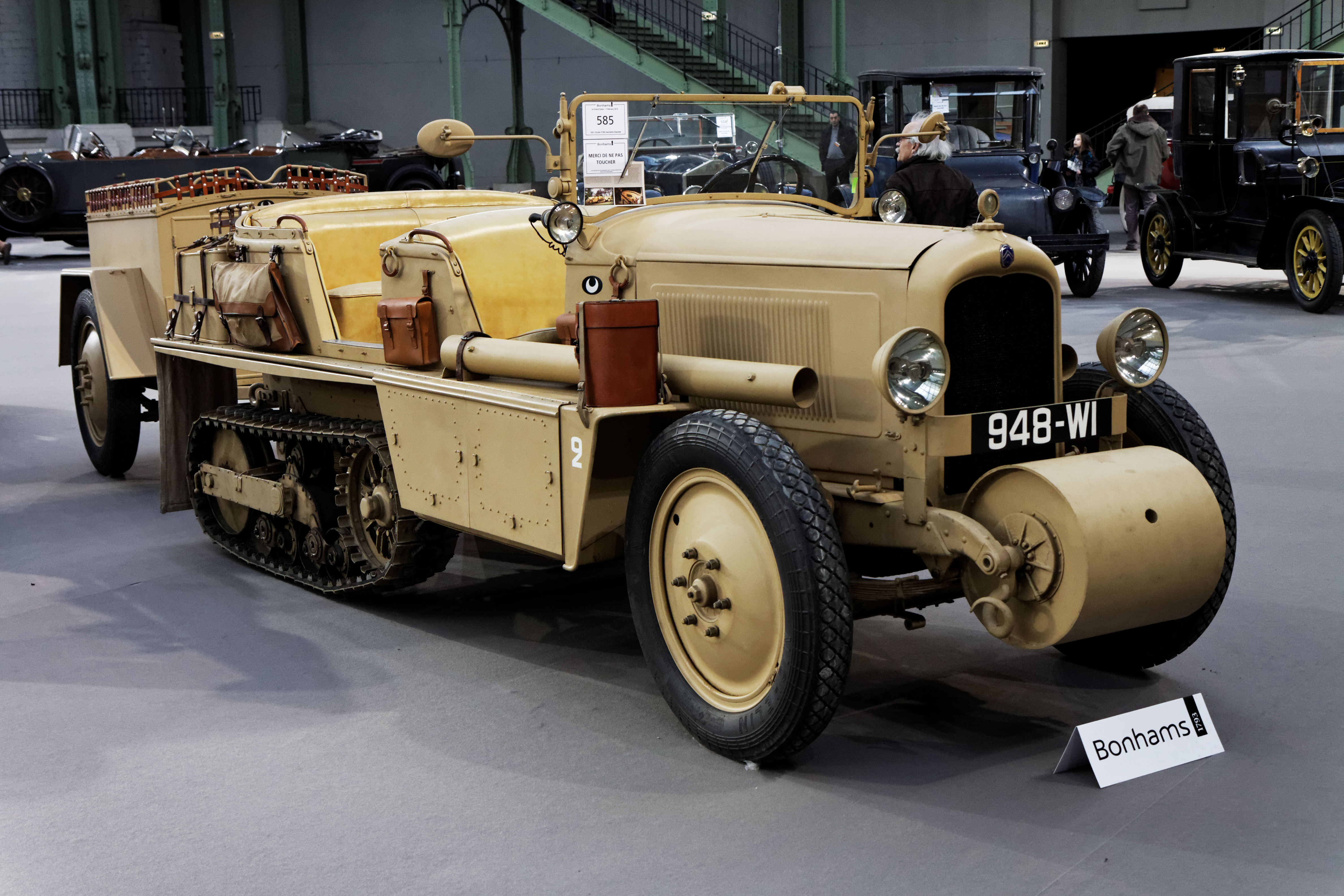
Citroën P19B chenillette Kégresse - 1931.

La Citroën Kegresse est une des premières série de semi-chenillés, conçues en collaboration entre le constructeur automobile Citroën et l'inventeur Adolphe Kégresse. Les roues avant de l'autochenille dirigent et les chenilles souples à l'arrière propulsent.

## Histoire
En 1921, André Citroën s'associe à Adolphe Kégresse et Jacques Hinstin, codétenteurs du brevet, pour adapter leur propulseur chenillé aux automobiles Citroën. Des véhicules à propulseur Kégresse sont fabriqués par Citroën jusqu’en 1937 puis par Unic jusqu'en 1940. Durant cette période, le système se perfectionne en conservant le principe d'origine. Les modifications portent sur l’entraînement de la chenille et sur le renforcement de celle-ci par une association de plaques métalliques et de blocs de caoutchouc.

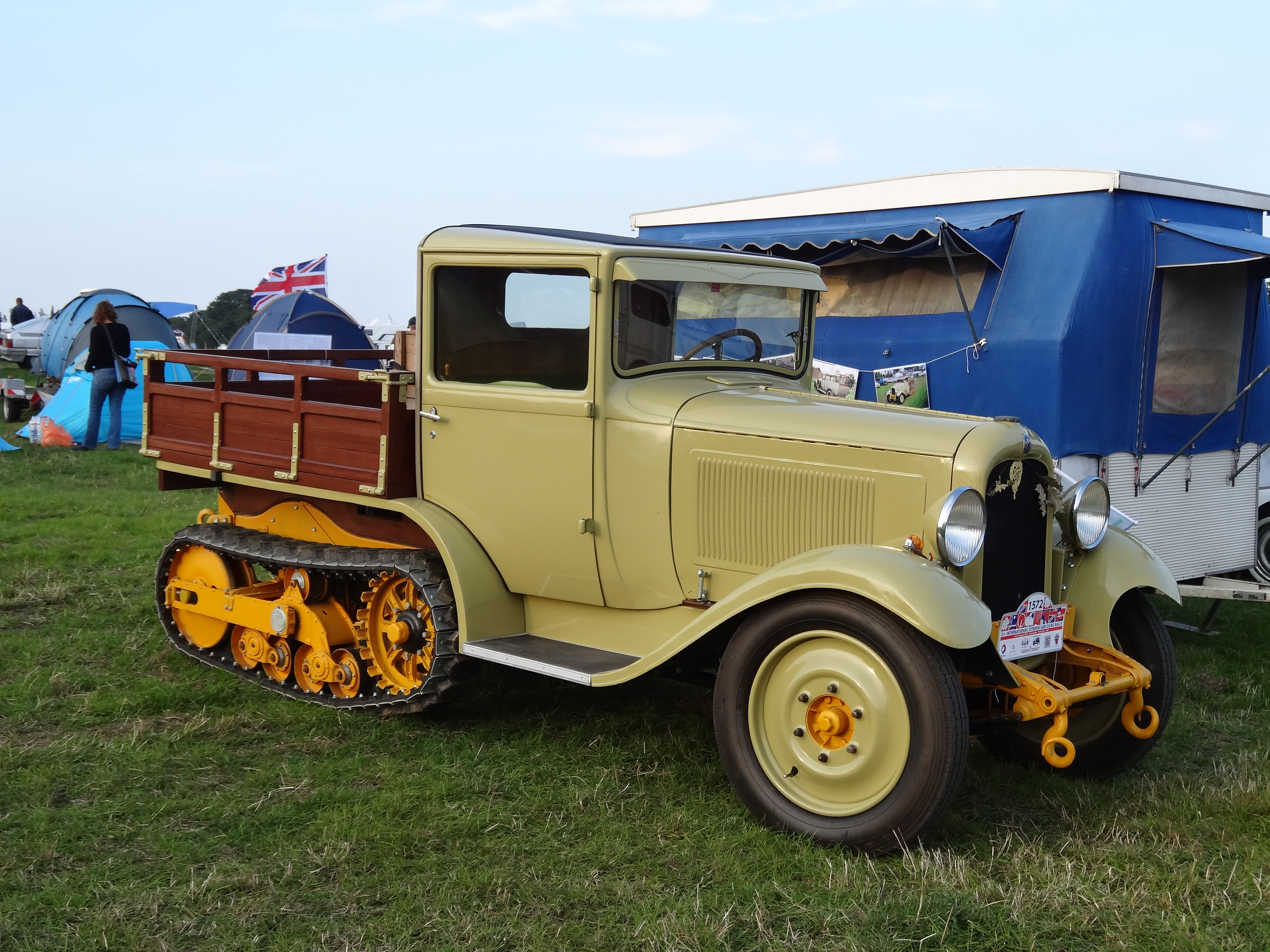
Citroën P17C de 1933.

Les autochenilles Citroën-Kégresse sont utilisées dans quatre expéditions montées par André Citroën, la Traversée du Sahara (sv) (1923), la Croisière noire (28 octobre 1924 au 26 juin 1925), la Croisière jaune (4 avril 1931 au 12 février 1932, types P17 et P14 et P21) et la Croisière blanche (4 juillet 1934 au 24 octobre 1934),.

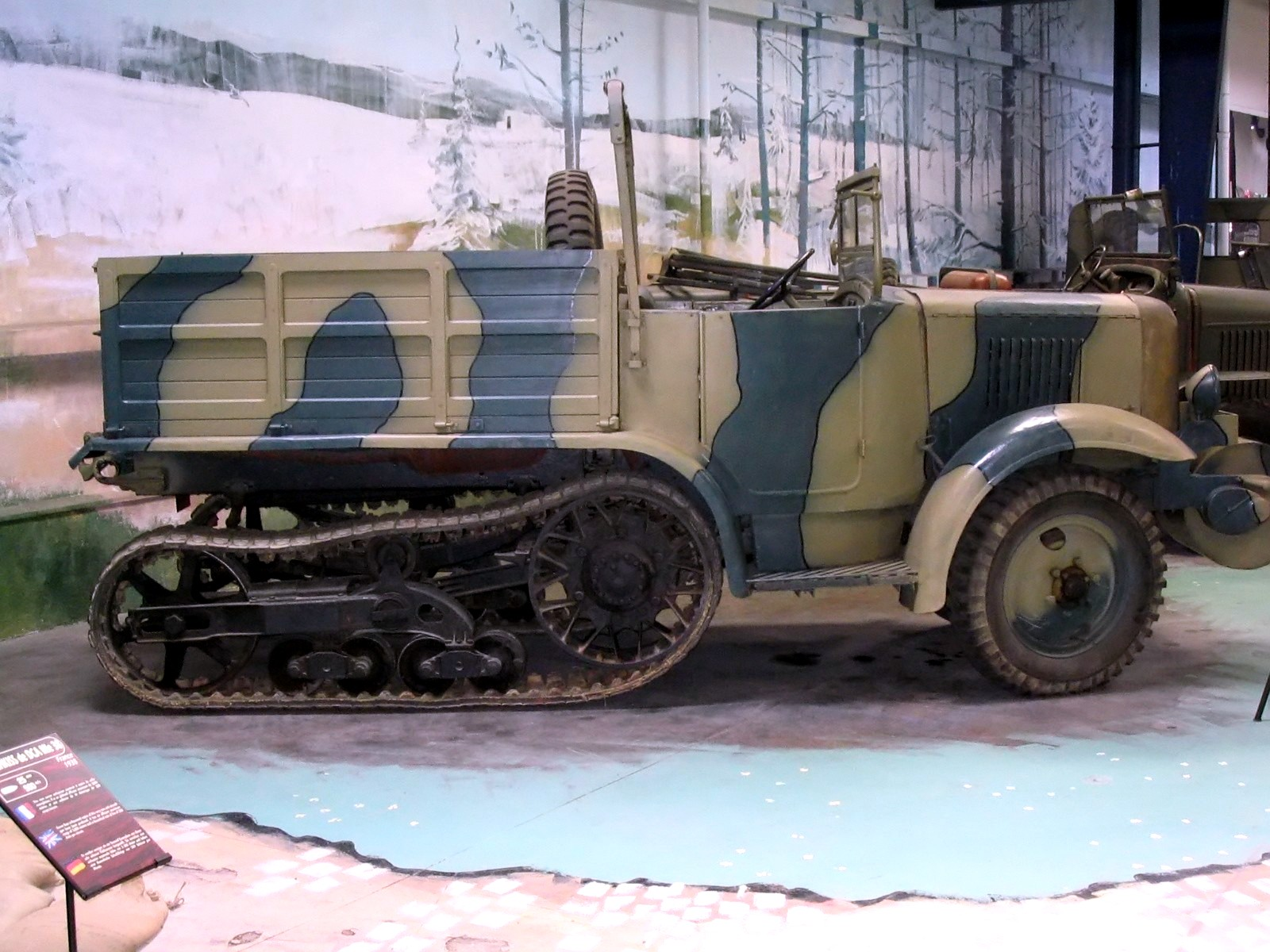
Citroën/Unic P107

L'armée de terre française adopte les Citroën-Kégresse P1T (1922), P4T (1924), P7T (1925), P7 bis (1927), P14 (1926-40), P17 (1929-34), P19 (1929-35) et P104 (it) (1933) à de nombreux exemplaires pour mécaniser ses troupes d'infanterie et d'artillerie, ainsi que des automitrailleuses Citroën-Kégresse M23 (it) (1923) et P28 (1931). Le modèle Citroën P107, conçu en 1935, prend la succession du P17 pour tracter des canons antichars et de 75 mm. Il est produit par Citroën, puis Unic après la mise en faillite de Citroën, à 3 276 exemplaires jusqu'en 1940. La Wehrmacht récupère de nombreux exemplaires après la bataille  de France pour équiper ses divisions, sous le nom de leichter Zugkraftwagen P107 (f).
Les services techniques de l'United States Army testent des P17 dont les essais sont convaincants. La firme James Cunningham, Son and Company (en) achète la licence Kégresse et conçoit le Half Track Car T1 (1932). D'autres constructeurs reprennent la technique et construisent des prototypes dont les Halftracks M2/M3 sont les derniers développements. L’armée polonaise achète entre 1931 et 1933 une centaine de semi-chenillés Citroën Kégresse.